# Juan Montalvo (vescovo)
Juan Montalvo (Arévalo, ... – Cartagena, 10 settembre 1586) è stato un vescovo cattolico spagnolo.
Ordinato sacerdote nell'Ordine dei frati predicatori, il 6 ottobre 1578 fu nominato vescovo di Cartagena, durante il pontificato di Gregorio XIII. Consacrato l'anno successivo, ricoprì tale incarico fino alla morte, sopraggiunta nel 1586.